# Бернштейн-Коган, Мирьям
Ми́рьям (Мириам) Бернште́йн-Ко́ган (первоначально Мария (Марьем) Яковлевна Бернштейн-Коган; 14 декабря 1895, Кишинёв, Бессарабская губерния — 4 апреля 1991, Тель-Авив, Израиль) — еврейская театральная и киноактриса, пионер ивритского театра в Палестине, художественный руководитель первой профессиональной театральной труппы в стране, литератор. Лауреат Государственной премии Израиля (1975).

## Биография
Мария (с 1907 года Мириам) Бернштейн-Коган родилась в Кишинёве в семье видного российского сионистского деятеля Я. М. Бернштейн-Когана и его жены Леи-Доротеи Бернштейн-Коган. В детстве (1901—1907) жила с семьёй в Харькове (посещала гимназию и участвовала в гимназических театральных представлениях), с 1907 по 1910 годы в Палестине (училась в ивритской гимназии «Герцлия» в Яффе), с 1911 года — вновь в Кишинёве. Во время Кишинёвского погрома 1903 года находилась в городе; дом Бернштейн-Коганов подвергся нападению толпы погромщиков.
Окончив немецкую гимназию в Кишинёве, для получения медицинского образования вновь переехала в Харьков, где с 1910 года функционировал Женский медицинский институт Харьковского медицинского общества под руководством профессора В. Я. Данилевского. Одновременно посещала театральную студию Синельникова. Во время Первой мировой войны служила сестрой милосердия во фронтовом госпитале.
В 1917 году вышла замуж за адвоката. В том же году Женский медицинский институт влился в медицинский факультет Харьковского университета, после окончания которого М. Я. Бернштейн-Коган работала врачом в Киеве (1918), откуда во время беспорядков Гражданской войны бежала в Москву, где продолжила обучение в школе-студии К. С. Станиславского и В. И. Немировича-Данченко при МХТ. После окончания театральной студии окончательно бросила медицину и начала театральную карьеру под сценическим псевдонимом Мария Александрова. Вышла замуж за актёра Арона Гирша (Киппера).
В мае 1921 года поселилась в подмандатной Палестине, где тотчас присоединилась к первой в стране профессиональной театральной труппе «hаТеатрон hаИври» (Еврейский театр), организованной несколькими месяцами ранее (10 ноября 1920 года) актёром театра на идише Давидом Давидовым (1890—1980).
Сразу же была занята в главных ролях в постановках пьес Генрика Ибсена «Нора», Августа Стриндберга «Отец», С. Ф. Пшибышевского «В поисках счастья», в переведённых с идиша пьесах «Пустая корчма» Переца Гиршбейна, «Мирэлэ Эфрос» и «Сиротка Хася» Янкева Гордина, «Знамёна победы» Довида Пинского.
В конце 1921 года после неожиданного отъезда Давидова из страны Бернштейн-Коган возглавила труппу, теперь переименованную в «Театрон драмати» (Драматический театр). С этого времени она выступала и как ведущая актриса театра и как режиссёр-постановщик. Уже в 1922 году ею были поставлены «Как важно быть серьёзным» Оскара Уайлда, «Доктор Коген» Макса Нордау, «Ангел» Семёна Юшкевича и классические произведения из репертуара театра того времени на идише — «Бог возмездия» Шолома Аша, «Дибук» (Меж двух миров) Шлоймэ Ан-ского и «Трудно быть евреем» Шолом-Алейхема. На европейских гастролях театра (теперь под названием «Театрон Эрэц-Исраэли» — Театр Земли Израиля) в Берлине в 1923 году труппа привлекла внимание Менахема Гнесина (1882—1952), который взял на себя руководство театром. В 1924 году им был поставлен «Валтасар» (собственная адаптация пьесы Х. Раше), а в 1925 году театр во главе с М. Бернштейн-Коган и М. Гнесиным вернулся в Палестину. В этом году Бернштейн-Коган был поставлен «Мнимый больной» Мольера, а через год труппа прекратила своё существование. В 1925 году основала и редактировала журнал «Театрон ве-Оманут» (театр и искусство, 1925—1928) — первое периодическое издание в подмандатной Палестине, посвящённое театру.
В 1928 году выступала в различных восточно-европейских городах, Южной Африке, затем поселилась в Риге, где месте с мужем — актёром Михаилом Гуром — до 1933 года играла в театре на идише, затем со всей семьёй вернулась в Палестину.
М. Я. Бернштейн-Коган присоединилась к труппе театра «Камери» (Камерный театр) в Тель-Авиве, в котором особенный успех ей принесла постановка в 1935 году классической комедии театра на идише «Колдунья» Аврума Гольдфадена. На протяжении 1930-х годов выступала с сольными концертами бессарабской еврейской песни на идише и других народных песен на нескольких языках в разных странах Европы. В 1925—1931 годах была членом кнессета представителей (еврейского парламента страны). Выступала также и как переводчица литературы на иврит, оставила воспоминания о еврейской жизни Кишинёва, а после образования Израиля начала сниматься в кино. Исполнила главную роль в кинокартине «История с такси» (Маасэ бэМонит, 1956) режиссёра Ларри Фриша (с Рафаэлем Клячкиным и Шмуэлем Роденским в ролях), сыграла в «Королеве автострады» (Малкат hаКвиш, 1971) Менахема Голана (Глобуса), «Ни днём ни ночью» (Ло бэЙом вэ ло бэЛайла, 1972) Стивена Хилларда Стерна, «Деревянная лошадка» (Сус Эц, 1976) Йоша Яки по книге Йорама Канюка.
М. Бернштейн-Коган — автор ряда книг прозы и поэзии на иврите, нескольких романов и мемуаров, а также переводов на иврит произведений мировой литературы («Полтава» А. С. Пушкина, 1945; «Патриот» Перл Бак, 1952; новеллы Ги де Мопассана, 1953). Среди книг —" В стране Офира" (1930), «Мефисто» (1938), «Пожар» (1947), «Тишина» (стихи, 1961), «Изо дня в день» (рассказы, 1967), «Корни в воде» (1976), «Как капля в море» (мемуары, 1971). Стихотворение М. Бернштейн-Коган «Мы, матери» в авторском переводе на русский язык вошло в сборник «Поэты Израиля» (Москва: Издательство иностранной литературы, 1963).
Последние годы жила в кибуце Пальмахим с сыном, а после его переезда в США — в Рамат Эфале.

## Семья
- Сестра — Елена (Елизавета) Яковлевна Коган-Бернштейн, была лечащим врачом писателя Владимира Набокова в Париже.[7]
- Второй муж (с 1921) — бессарабский актёр Арон Хирш (Киппер); их сын — актёр Давид Бернштейн-Коган (1921—?).
- Третий муж (с 1929) — актёр Михаэль Гур (1888—1967); дочь — актриса Авива Гур (1933, Рига — ?), её муж — актёр Ицхак Михаэль Шило, 1920—2007).
- Брат отца (дядя М. Я. Бернштейн-Коган) — народоволец Лев Матвеевич Коган-Бернштейн (1862—1889). Сестра отца — доктор медицины Анна Матвеевна Бернштейн-Коган.
- Двоюродные братья — экономико-географ Сергей Владимирович Бернштейн-Коган (1886—1959); эсер, член Учредительного собрания Матвей Львович Коган-Бернштейн (1886—1918).
- Троюродные братья — зоолог и географ Лев Семёнович Берг; литературовед Лев Рудольфович Коган.